# فرناندو فرنانديز (لاعب كرة قدم)
فرناندو فرنانديز (بالإسبانية: Fernando Fabián Fernández)‏ (8 يناير 1992 بكابياتا في باراغواي - ) هو مدرب كرة قدم وحكم كرة قدم ولاعب كرة قدم باراغواياني في مركز الهجوم. شارك مع منتخب باراغواي لكرة القدم. أما مع النوادي، فقد لعب مع تايجرز أونال ونادي غواراني (نادي كرة قدم).

## وصلات خارجية
- فرناندو فرنانديز على موقع قاعدة بيانات كرة القدم.إي يو (الإنجليزية)
- فرناندو فرنانديز على موقع Soccerway.com (الإنجليزية)
- فرناندو فرنانديز على موقع AS.com (الإسبانية)